# Dongo
Dongo är en ort och kommun i provinsen Como i Lombardiet i norra Italien. Dongo ligger vid den nordvästra sidan av Lago di Como, Kommunen hade 3 356 invånare (2018) och gränsar till kommunerna Colico, Gravedona ed Uniti, Garzeno, Musso, Pianello del Lario och Stazzona.